# Semidendrobeania pallida
Semidendrobeania pallida är en mossdjursart som beskrevs av Jean-Loup d'Hondt och Gordon 1996. Semidendrobeania pallida ingår i släktet Semidendrobeania och familjen Bugulidae. Inga underarter finns listade i Catalogue of Life.